# Maculonaclia lokoba
Maculonaclia lokoba är en fjärilsart som beskrevs av Griveaud 1964. Maculonaclia lokoba ingår i släktet Maculonaclia och familjen björnspinnare. Inga underarter finns listade i Catalogue of Life.